# König-Abdullah-Zentrum für interreligiösen und interkulturellen Dialog

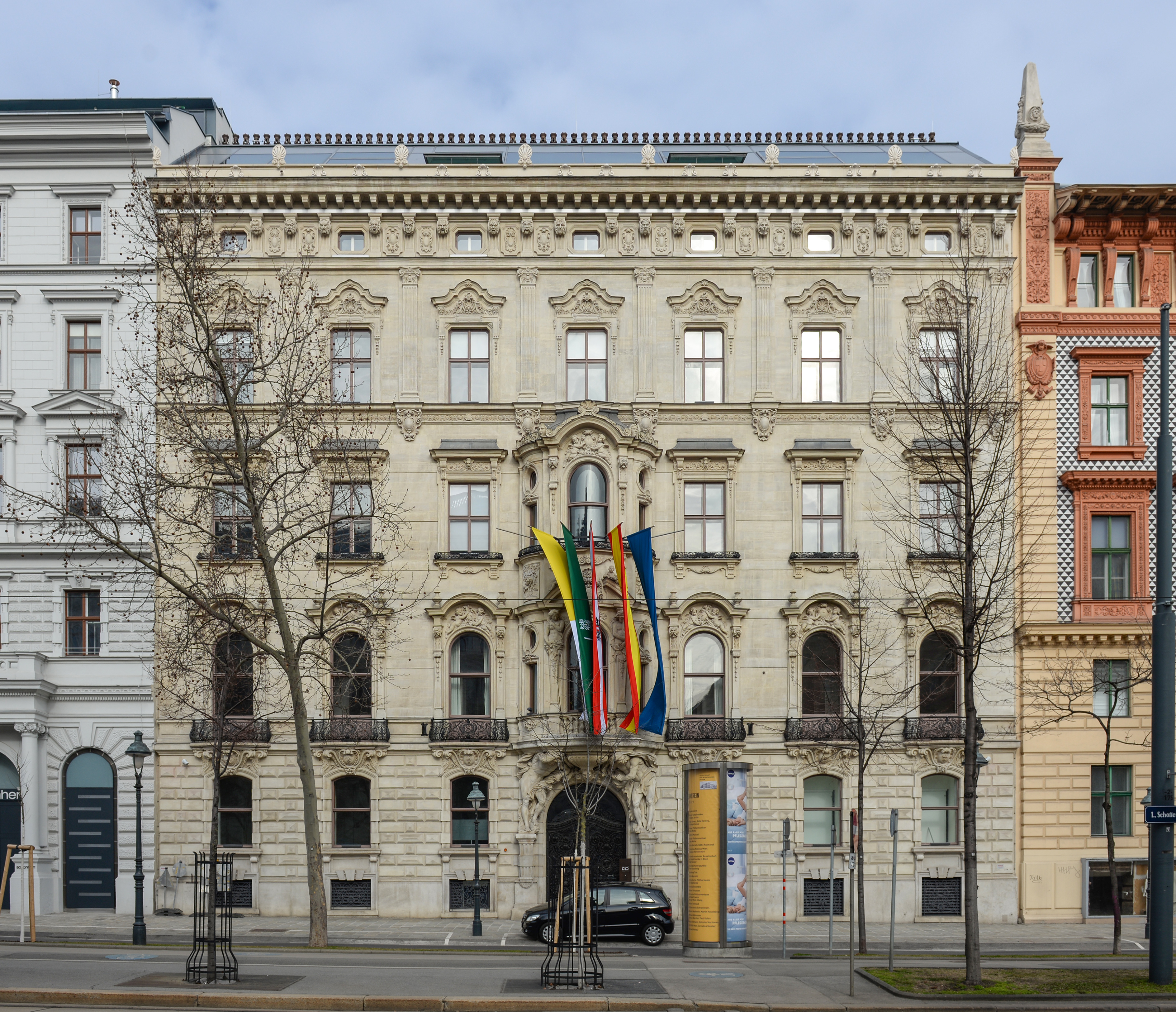
Das Palais Sturany ist der Sitz des Zentrums

Das König-Abdullah-Zentrum für interreligiösen und interkulturellen Dialog (KAICIID) ist eine zwischenstaatliche Organisation, die im Oktober 2011 von Saudi-Arabien, Österreich und Spanien gegründet wurde. Auch der Vatikan ist als beobachtendes Gründungsmitglied des Zentrums zugelassen. Diese erhalten regelmäßig Berichte darüber, was mit den finanziellen Mitteln des Zentrums passiert. Zentrale Aufgabe des Zentrums ist es, Dialog als Mittel zur Konfliktvermeidung und Konfliktlösung weltweit einzusetzen sowie gegenseitiges Verständnis und Kooperation zu fördern. Das KAICIID arbeitet in aller Welt und verfügt über Schwerpunktprogramme in Myanmar, Nigeria, der Zentralafrikanischen Republik, Europa sowie im arabischen Raum.
Zu den Partnerorganisationen des KAICIID auf Projektebene zählen unter anderem die Weltpfadfinderorganisation, Caritas, die UN Allianz der Zivilisationen, die Afrikanische Union, UNESCO, UNDP oder die Organisation islamischer Staaten (OIC). Die Mitarbeiter und Mitarbeiterinnen des KAICIID stammen aus 29 unterschiedlichen Ländern. Rund 30 % der Mitarbeiter des Zentrums stammen aus Österreich, 5 % aus Saudi-Arabien und 4 % aus Spanien. Mehr als die Hälfte der Belegschaft ist weiblich.
Die Eröffnung des Zentrums erfolgte am 27. November 2012 in Wien. Am 12. Juni 2019 forderte der österreichische Nationalrat das Außenministerium Österreichs auf, das Amtssitz- und das Errichtungsabkommen für das König-Abdullah-Zentrum zu kündigen. Mit 1. Juli 2022 eröffnete das Dialogzentrum seinen neuen Sitz in Lissabon, Portugal.

## Geschichte
Am 13. Oktober 2011 wurde der Vertrag für die Einrichtung des Zentrums für interreligiösen und interkulturellen Dialog in Wien durch die Regierungen von Österreich, Spanien und Saudi-Arabien unterzeichnet.
Das Zentrum selbst wurde dann am 27. November 2012 im Palais Sturany in Wien eröffnet. Das Palais wurde zuvor von der saudi-arabischen „Abdullah Stiftung“ um knapp 14 Millionen Euro – deutlich über dem geschätzten Wert – von der österreichischen Bundesimmobiliengesellschaft erworben und ist somit in saudischem Besitz. Zuvor stand das Palais leer. Die neuen Besitzer investierten vor der Eröffnung des Zentrums einen zweistelligen Millionenbetrag in dessen Sanierung und in die Schaffung von Büroräumlichkeiten.
An der Eröffnungszeremonie nahmen Repräsentanten verschiedener Religionen teil. Die Feier war jedoch überschattet durch Proteste der österreichischen Grünen sowie zahlreicher österreichischer NGOs, die die mangelhafte Einhaltung der Menschenrechte in Saudi-Arabien anprangerten und die Befürchtung äußerten, das KAICIID werde von Saudi-Arabien dazu missbraucht, den Wahhabismus in Europa zu verbreiten.
So fand der Extremismusforscher Moussa Al-Hassan Diaw in saudischen Internetforen fremdenfeindliche Kommentare, die das von Christen, Hindus, Moslems und Juden geleitete Zentrum als Ort für Ungläubige bezeichneten. Für den Arabistik-Professor Stephan Procházka am Wiener Institut für Orientalistik stellte die Eröffnung des Zentrums ein innenpolitisches Risiko für König Abdullah dar. „Nach Saudi-Arabien dürfen Sie nicht einmal eine Bibel mitnehmen oder ein Kreuz. Für einen saudischen König ist das ein Bruch mit der Tradition, fast eine Revolution“.
Am 12. Juni 2019 verabschiedete der österreichische Nationalrat mit breiter Mehrheit eine Initiative, in welcher das Außenministerium Österreichs ersucht wird, das Amtssitz- und das Errichtungsabkommen für das König-Abdullah-Zentrum zu kündigen. Wenig später gab das Außenministerium bekannt, dass es den Beschluss des Parlaments umsetzen werde und alle dafür nötigen rechtlichen Schritte prüfe. Kritisiert wurde das von der Journalistin und Nahostexpertin Gudrun Harrer in der Tageszeitung Der Standard, weil die Rechtspraktiken in Saudi-Arabien sich seit der Gründung des Zentrums nicht geändert hätten und „der Sinneswandel Österreichs [...] also nicht unbedingt nachzuvollziehen“ sei und damit „Österreichs Glaubwürdigkeit als internationaler Partner“ in Frage stehe. In der Tageszeitung Die Presse wurde die Entwicklungen rund um das Zentrum als „Posse“ bewertet. Auch der österreichische Bundespräsident a. D. Heinz Fischer (SPÖ) kritisierte die Entscheidung mehrfach, u. a. auch im Rahmen einer KAICIID-Konferenz im Jahr 2019. Der österreichische Völkerrechtsexperte Ralph Janik bezeichnete den „Rauswurf“ der internationalen Organisation als „außenpolitische Blamage“.
Am 5. März 2021 erklärte der damalige KAICIID-Generalsekretär Faisal bin Abdulrahman bin Muammar, dass das Zentrum aus Wien in eine andere Stadt umziehen werde. Als möglicher neuer Standort wurde zunächst Genf kolportiert. Am 29. Oktober 2021 erfolgte die Unterzeichnung des neuen Sitzabkommens mit der Republik Portugal in Lissabon. Am 1. Juli 2022 eröffnete das Zentrum in Lissabon seinen neuen Standort.

## Mission
Das KAICIID mit Sitz in Lissabon hat zum Ziel, den interreligiösen und interkulturellen Dialog weltweit zu fördern. Zentrale Aufgabe des Zentrums ist es, religiöse Würdenträger und politische Entscheidungsträger zusammenzubringen, um multilaterale Initiativen des sozialen Zusammenhalts sowie Konfliktlösungen gemeinsam zu entwickeln und in der Folge umzusetzen. KAICIID unterstützt Experten und Organisationen in aller Welt, die in diesem Bereich tätig sind.
Wichtig sind dem KAICIID nach eigener Darstellung die Themen Menschenrechte, Gerechtigkeit, Frieden und vor allem die Vermeidung des Missbrauchs von Religion als Mittel, um Unterdrückung und Gewalt zu rechtfertigen. Das KAICIID gründete u. a. den jüdisch-muslimischen Expertenrat („Muslim-Jewish Leadership Council“) mit Sitz in Amsterdam, dem u. a. der Wiener Gemeinderabbiner Schlomo Hofmeister angehört.

## Partner
Das KAICIID arbeitet mit Partnerorganisationen in aller Welt zusammen. Zu diesen zählen insbesondere die UN Allianz der Zivilisationen, UNESCO, die Afrikanische Union, UNDP, das Büro der Vereinten Nationen für die Verhütung von Völkermord und für die Schutzverantwortung, Religions for Peace sowie die Organisation für Islamische Zusammenarbeit (OIC). Auf Projektebene arbeitet das Zentrum auch mit der Weltpfadfinderorganisation, dem Roten Kreuz sowie der Caritas zusammen. Gemeinsam mit der Caritas, dem Roten Kreuz und Human Relief als Projektpartnern entwickelte KAICIID das „Toolkit“ für Flüchtlinge, welches diesen die Integration in Österreich erleichtern soll. Das Toolkit bietet umfangreiche Informationen zu Gesundheitsdiensten, Aus- und Weiterbildungsmöglichkeiten sowie Österreichs Rechtssystem.

## Rechtsstellung
Nach dem Abkommen zwischen der Republik Österreich und dem KAICIID genoss das Zentrum mit seinen Mitarbeitern vergleichbare Rechte und Privilegien wie sie einer Botschaft oder anderen internationalen Organisationen nach Völkerrecht zukommen. So war das Zentrum beispielsweise von Steuern und Zöllen (Art. 10) sowie von Sozialversicherungsbeiträgen (Art. 12) befreit und es unterlag bis auf wenige Ausnahmen nicht der österreichischen Gerichtsbarkeit (Art. 5). Auch Hausdurchsuchungen am Sitz benötigten das Einverständnis des Zentrums (Art. 4). Mit dem Umzug nach Portugal wurde auch das Sitzabkommen mit der Republik Österreich per 1. Juli 2022 außer Kraft gesetzt und jenes zwischen der Republik Portugal und dem Zentrum trat in Kraft.

## Board of Directors
Die Mitglieder seines Direktoriums (Board of Directors) sind:
- Pater Richard Sudworth
- Hamad Al-Majed
- Emmanuel (Adamakis)
- Kezevino Aram
- Kōshō Niwano
- David Rosen
- Allahshukur Pashazade
- Mohammad Sammak[30]

## Öffentliche Kritik
In die Schlagzeilen geriet das Zentrum im Oktober 2014, als dessen stellvertretende Generalsekretärin Claudia Bandion-Ortner in einem Interview mit dem Nachrichtenmagazin Profil Äußerungen tätigte, die heftige Kritik in Politik, Justiz, Medien und NGOs, wie Amnesty International, hervorriefen. Befragt über öffentliche Hinrichtungen in Saudi-Arabien, antwortete sie: „Das ist nicht jeden Freitag!“ Diese Aussage wurde zum Un-Spruch des Jahres 2014 gewählt. Im Jänner 2015 wurde Bandion-Ortners Rücktritt von dieser Funktion – nach einem Gespräch mit Außenminister Sebastian Kurz – bekannt gegeben.
Nachdem der saudi-arabische Blogger Raif Badawi wegen angeblicher „Beleidigung des Islams“ zu 1.000 Peitschenhieben verurteilt worden war, verdichtete sich die Kritik am Zentrum, weil dieses eine Kritik am saudischen Urteil unterließ. Sowohl das Urteil als auch die Untätigkeit des Zentrums empörten zahlreiche österreichische Politiker der SPÖ, der Grünen und der FPÖ sowie zahlreiche Vertreter der Zivilgesellschaft, die seither die Schließung des Zentrums fordern. Mehrfach veranstalteten Die Grünen Mahnwachen für die Freilassung von Raif Badawi vor dem Sitz des Dialogzentrums.
Liberale Muslime warnen vor dem Zentrum und seinen ihrer Meinung nach intransparenten Strukturen, da sie darin ein Einfallstor für radikale Islamisten sehen.
Da das Zentrum an ein Mandat gebunden ist, welches von den Gründungsländern gemeinsam mit dem Vatikan vorgegeben wurde, äußert sich die Organisation nicht zu politischen oder gesellschaftlichen Ereignissen in spezifischen Staaten.
Zu den prominentesten Unterstützern des Zentrums zählt unter anderem der frühere österreichische Bundespräsident Heinz Fischer. Es sei nicht genug, „bei jeder Gelegenheit“ zu sagen, „Wir sind die Brückenbauer, die den Dialog forcieren“ – und „wenn dann eine Brücke da ist, eine so prominente Brücke, über die so viele gehen können, bleiben wir stehen und sagen, über diese Brücke gehe ich nicht“, so Fischer im Oktober 2019. Der Wiener Pastoraltheologe Paul Zulehner bezeichnete die mögliche Schließung des KAICIID in Wien als „schweren religionspolitischen Fehler“.
Der Rabbiner David Rosen vom "American Jewish Committee" (AJC) kritisierte Österreichs Haltung das KAICIID betreffend scharf und bezeichnete die Vorgänge rund um das Zentrum als "Heuchelei". "Muss dann jede Institution gehen, die mit Saudi-Arabien verbunden ist oder von dort finanziert wird? Soll der Sitz der OPEC in Wien auch schließen?", so der Rabbiner in einem Interview. Der Rabbiner kritisierte auch, dass weder Österreich noch Spanien Budgetmittel beisteuern würden, während gleichzeitig die Alleinfinanzierung des Zentrums durch Saudi-Arabien kritisisiert wird. „Wenn es ein Problem sein sollte, dass das KAICIID allein von Saudi-Arabien finanziert wird dann hätte man doch einfach selbst Geld geben können“, so Rosen.
Tarafa Baghajati, Obmann der Initiative muslimischer ÖsterreicherInnen (IMÖ) und Vorstand des „Muslim-Jewish Leadership Council“ (MJLC), bezeichnete den Abzug des KAICIID als einen „schwarzen Tag für Wien, für die österreichische Diplomatie und vor allem für die österreichische Regierung“.